# Oratha boreas
Oratha boreas là một loài bướm đêm trong họ Geometridae.